# Joan Molins
Joan Molins (Reus, 1733 - segle XIX) va ser un comerciant reusenc que va arribar a alcalde de Reus.
Fill de Pere Molins, que havia estat conseller al consistori reusenc durant el període anterior a 1714, formava part de l'elit política i econòmica de la ciutat de l'època borbònica. Havia tingut el càrrec de diputat del comú l'any 1775, i el 1795 va ser nomenat batlle.
L'1 de gener d'aquell any va prendre possessió del càrrec i la seva primera decisió va ser regular el funcionament de les mines d'aigua que abastien la ciutat i controlar l'ús que en feien els alambins per destil·lar aiguardent, una de les principals indústries de Reus en aquella època. Així mateix va convocar diverses reunions entre els comerciants d'aiguardent per harmonitzar els preus de venda. Va cedir uns terrenys de propietat municipal al Quarter de cavalleria per ampliar les quadres, que davant de l'augment de les tropes havien quedat petites. També va manar construir nous allotjaments per als oficials. Va reestructurar, reparar i ampliar l'edifici de l'hospital i va demanar un augment del nombre de monges Filles de la Caritat que tenien cura dels malalts, per tal d'obrir també en aquell recinte una escola pública per a nenes, que no va ser efectiu fins al 1797. En el mateix sentit, va reorganitzar l'ensenyament públic a Reus, creant noves places de mestre i habilitant espais per dedicar-los a l'ensenyament.
La Guerra Gran contra França va portar molta pobresa al país, i Reus va haver de fer front al pagament dels cossos de Miquelets que s'havien reorganitzat a partir de 1793, cosa que va posar a l'ajuntament en una situació precària. Tot i això, el final de la guerra va tornar a portar prosperitat i va augmentar durant la segona part del seu mandat, l'any 1796, el comerç d'aiguardent. Aquell any es va buscar un nou emplaçament pel cementiri de la ciutat, que seguia a la vora de l'església de Sant Pere i segons Andreu de Bofarull existia un mapa datat d'aquell any on es detallava minuciosament el nou cementiri "a l'estil dels països més civilitzats", que es situava en uns terrenys vora el camí de Tarragona (el que després seria la carretera Amàlia) de propietat municipal.